# 五蟲
五蟲是中國古代對動物的一種分類。古代的中國人將動物統稱為「蟲」，並將其依照體表特徵分為五類：
- 倮虫：「倮」通「裸」，即無毛無羽無鱗無甲覆盖的意思，指人类及蛙、蚯蚓等。聖人为倮虫之长。
- 毛虫：兽类，即具有毛的動物，指獅子、老虎、豹、狼、狐狸、豺、熊、貓、狗等。麒麟（一說老虎）为毛虫之长。
- 羽虫：禽类，即具有羽毛的動物。凤凰为羽虫之长。
- 鳞虫：鱼类及蛇等具有鳞片的动物。應龍（一說蛟龍）为鳞虫之长。
- 甲虫：后多称介虫，指有甲壳的動物，包括龜類與節肢動物（包括昆蟲、蜘蛛）及水族（如貝、蝦、蟹）。烏龜为甲虫之长。

## 五行
五行學說中，五蟲與五行相對應，代表五種屬性：
- 鱗蟲 - 木
- 羽蟲 - 火
- 蠃蟲 - 土
- 毛蟲 - 金
- 介蟲 - 水

或

- 毛蟲 - 木
- 羽蟲 - 火
- 裸蟲 - 土
- 介蟲 - 金
- 鱗蟲 - 水

或
- 倮獸-土
- 羽獸-木
- 毛獸-火
- 介蟲-金
- 鱗獸-水